# 胡美 (医生)
胡美（Edward Hicks Hume，1876年5月13日—1957年2月9日），美国传教医师、医学教育家。

## 生平
1876年5月13日，胡美出生于印度艾哈迈德讷格尔，其父亲与祖父都是在印度的传教士。他于1897年毕业于耶鲁大学并获学士学位，1901年又获约翰·霍普金斯大学医学院医学博士学位。1903年至1905年间，他在美国公共卫生局派遣下赴印度孟买从事鼠疫防疫工作。
1905年他受雅礼会（Yale-in-China Mission）毕海澜（Harlan Beach）邀请来到中国，在长沙西牌楼街的一家旅馆创办了雅礼医院（湘雅医院前身）并任院长。1914年湖南育群学会与美国雅礼协会联合创建湘雅医学专门学校后，出任学校教务长、湘雅医院院长。1923年起任湘雅医学院院长。1926年长沙反帝运动兴起，差会拒绝了他把湘雅医学院和雅礼大学移交给中国人的提议，胡美辞职返回美国，任纽约医学研究学校与医院（New York Post-Graduate Medical School and Hospital）主管、执行副院长。1934年至1937年间他曾回到中国进行了一项关于医疗设备的调查。1938年又前往印度进行了类似的调查。他还参与创办了海外基督教医务理事会（Christian Medical Council for Overseas Work）并于1938年至1946年间担任秘书。1957年2月8日，胡美在美国康涅狄格州沃灵福德逝世。

## 著作
- 《道一风同: 一位美国医生在华30年》（Doctors East, Doctors West; an American Physician's Life in China），中華書局，2011年9月14日，ISBN 9787101070903
- The Chinese Way in Medicine. The Press of Johns Hopkins University. 1940
- Doctor's Courageous. Harper & Bros. 1950